# (82045) 2000 SB241
2000 أس بي 241 (ويعرف أيضًا باسم (82045) 2000 أس بي 241 وفق تسمية الكوكب الصغير) (بالإنجليزية: 2000 SB241)‏ هو كويكب ضمن حزام الكويكبات؛ وترتيبه 82045 من حيث الاكتشاف.
اكتُشف هذا الجُرم الفلكي بواسطة بحث لنكولن عن الكويكبات القريبة من الأرض في 25 سبتمبر 2000.

## وصلات خارجية
- (82045) 2000 SB241 في قاعدة بيانات مختبر الدفع النفاث لأجرام النظام الشمسي الصغيرة

- الاكتشاف · مخطط المدار ·  العناصر المدارية · المعلمات المادية

- (82045) 2000 SB241 على موقع ويكي سكاي: DSS2, SDSS, GALEX, IRAS, Hydrogen α, X-Ray, Astrophoto, Sky Map, Articles and images